# Píseň o lásce a smrti korneta Kryštofa Rilka
Píseň o lásce a smrti korneta Kryštofa Rilka je melodram Viktora Ullmanna pro recitátora a klavír, který skladatel vytvořil během svého pobytu v Terezíně. Skladba je inspirována tragickým příběhem korneta Rilka, jak jej ve své stejnojmenné epické básni popsal německý básník Rainer Maria Rilke.

## Vznik díla a první uvedení
Dílo vzniklo v Terezíně mezi 4. červencem (I. díl) a 12. červencem 1944 (II. díl). Ještě koncem téhož měsíce pak zde bylo i provedeno a to pouhé tři týdny před tím, než byl skladatel zavražděn v Osvětimi.

## Orchestralní podoba díla
Již sám Ullmannův patrně zamýšlel vytvořit orchestrální podobu  svého díla. Podle dochovaného Ullmannova particela a započaté partitury vytvořil instrumentaci  roku 1994 Henning Brauel. V této podobě byl melodram poprvé uveden 27. května 1995 Českou filharmonií za řízení Gerda Albrechta s rakouskou herečkou Erikou Pluhar. Stejný orchestr se k dílu vrátil v roce 2022 a to pod vedením Semjona Byčkova.